# 힘야르 왕국

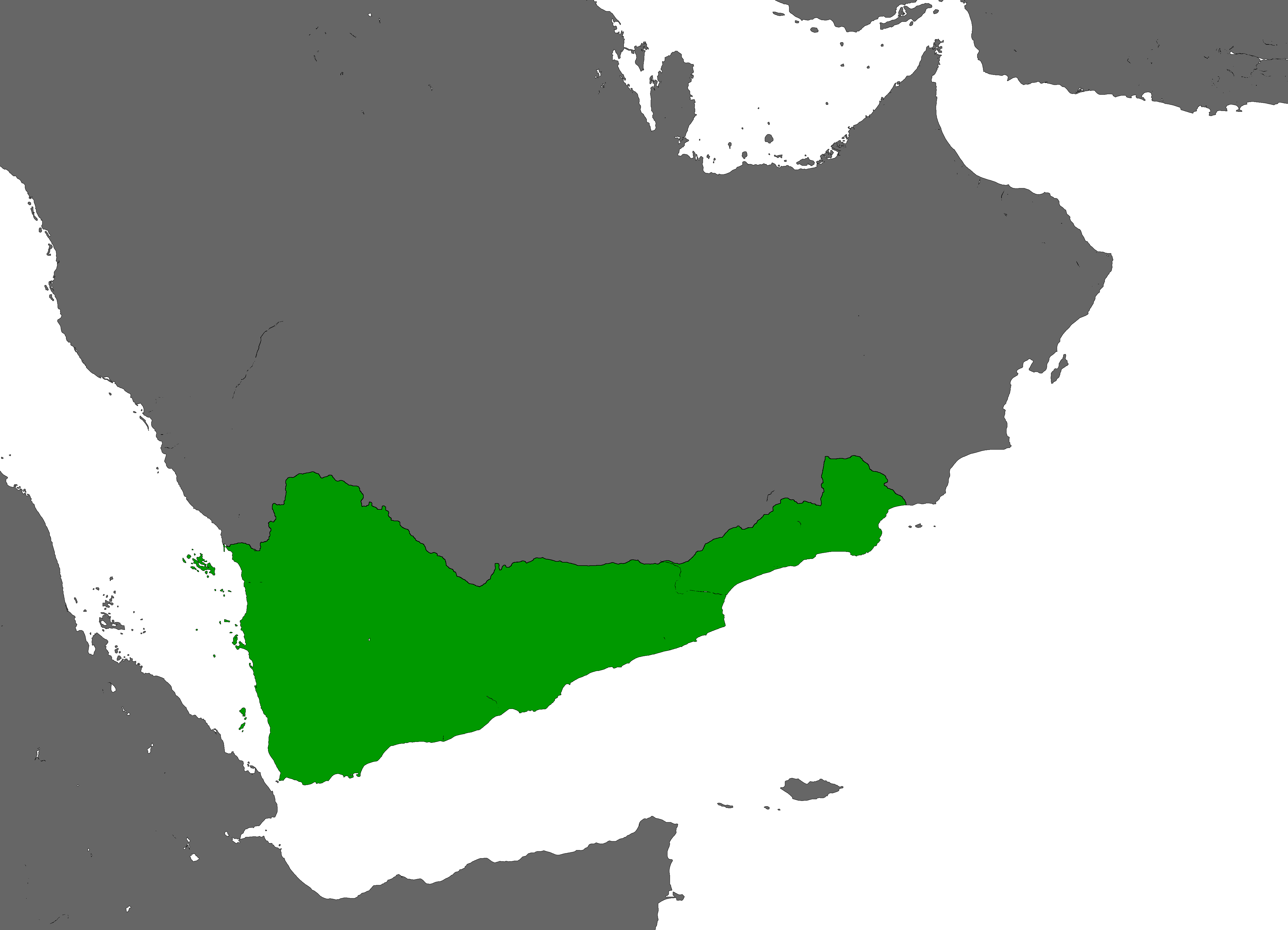
힘야르 왕국의 최대 강역 (기원후 525년)

힘야르 왕국(아랍어: حِمْيَر Ḥimyar[*], 사이하드어: 𐩢𐩣𐩺𐩧𐩣 Ḥmyrm)은 고대에 예멘의 남부 고원 지역에 있던 세력 또는 이들이 지배하던 지역의 이름이다. 본래 카타반 왕국의 일부이다가 기원전 110년 독립 세력을 이루었다. 고전 자료에 의하면 수도는 현대의 사나 시와 다소 가까운 고대 도시 자파르(ظفار, Ẓafār)였다. 그러나 인구 증가에 따라 서기 5세기에는 중심지가 사나로 옮겨갔다. 힘야르는 라이단 부족(dhū-Raydān) 출신의 왕들이 통치했으며 라이단 왕국으로 불렸다.
기원전 25년경에 이웃한 사바 왕국을 처음으로 정복했고 서기 200년경에는 카타반을, 서기 300년경에는 하드라마우트를 정복했다. 사바의 정치적 지위는 자주 변동하다가 서기 280년경 다시 완전히 정복되어 멸망했다. 계속되는 침략과 아랍화로 왕국은 서기 6세기 초에 무너졌고, 서기 530년경 악숨 왕국이 이 지역을 차지했다.
이들은 본래 와드, 아스타르, 암, 알마카 등 남아라비아의 토착 신앙에서 믿어지는 많은 신들을 숭배했으나 늦어도 Malkikarib Yuhamin (서기 375-400년경)의 치세에는 사실상 유대교를 국교로 받아들였다. 유대교는 이보다 2세기 더 일찍 들어왔을 수 있으나 다신교 신에 관한 비문은 더 나중에 중단된다. 따라서 이 종교는 처음에 상류 계층을 중심으로 받아들여진 후 시간이 지나 일반 민중에게 퍼졌을 가능성이 있다. 서기 500년경부터는 토착 기독교 왕들이 통치했으며, 악숨 왕국의 정복 이후로는 기독교가 이 지역의 주요 종교가 되었다.

## 같이 보기
- 이슬람 이전 아라비아